# Nerva
Nerva (latină: MARCVS COCCEIVS NERVA CAESAR AVGVSTVS), (n. 8 noiembrie 30 d.Hr., Narni, Umbria, Italia – d. 27 ianuarie 98 d.Hr., Grădinile lui Sallust, Imperiul Roman) a fost un împărat roman (96-98).

## Biografie
Născut într-o ilustră familie din Narnia, Nerva este unul din beneficiarii regimului lui Nero (pretor în 66) și al dinastiei Flaviilor (consul în 71 și 90). În anul 93 este exilat de Domițian câteva luni la Tarent, după care revine în capitală. Membru de vază al senatului, este proclamat împărat la asasinarea lui Domițian (18 septembrie 96) de către prefectul pretorilor.
În scurta sa domnie, Nerva, spirit ponderat, jurist și om de litere apreciat, încearcă să restabilească prestigiul senatului și să reabiliteze victimele persecuțiilor predecesorului său. La 27 octombrie 97, îl adoptă și-l desemnează coregent și succesor la tron pe Ulpius Traianus, guvernatorul provinciei Germania Superior, unul dintre cei mai talentați generali ai Imperiului.

## Note

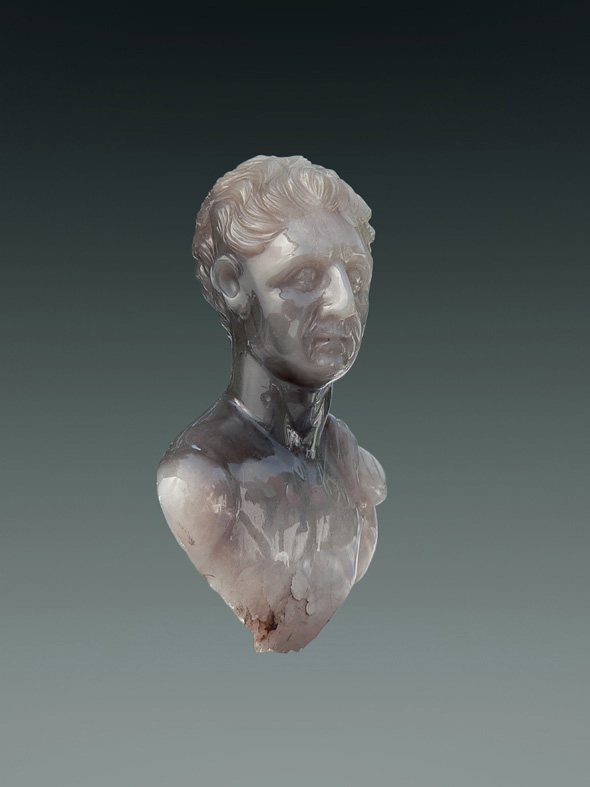
Bustul lui Nerva în calcedonie din colecția privată.